# مازاد اقتصادی

نمودار نشان دهنده وضعیت بازار در حالت مازاد مصرف‌کننده

مازاد رفاه مصرف‌کننده (قرمز) و مازاد تولیدکننده (آبی) در عرضه و تقاضا بر روی نمودار نشان داده شده‌است.
واژه مازاد در اقتصاد در ارتباط با مقادیر مختلف استفاده می‌شود. مازاد مصرف‌کننده( CS) وقتی اتفاق می افتد که مصرف کننده مایل به پرداخت مبلغی بیش از انچه برای ان محصول در نظر گرفته شده است بوده.به بیان دیگر مازاد مصرف کننده تفاوت بین مبلغی است که مصرف کننده در ازای محصولی می پردازد و مبلغی که مایل بود بپردازد
مازاد تولیدکننده( PS)، مقدارسود کالاهایی که در قیمت بازار تولیدکننده می فروشد مکانیسم قیمتی است که بالاتر از حداقل فروش در آینده خواهد بود.
توجه داشته باشید که به‌طور کلی جریان مازاد تولید از طریقی برای صاحبان عوامل تولید است: در رقابت کامل، هیچ مازاد تولید متعلق به بنگاه شخصی نیست. این همان سود اقتصادی معلوم شده به صفراست. دنیای واقعی کسب و کار به‌طور کلی خودش و یاشاهد کنترل برخی از ورودی‌ها است، به این معنی که دریافت مازاد تولیدشان با توجه به آنهااست: این به عنوان سود نرمال شناخته شده‌است و بخشی از هزینه‌های فرصت شرکت است. اگر بازار برای عوامل کاملاً رقابتی باشد و همچنین، در نهایت مازاد تولیدکننده به پایان می‌رسد تا به عنوان رنت اقتصادی به صاحبانی از ورودی‌های کمیاب مانند زمین برسد.

## بررسی اجمالی
نمودار عرضه استاندارد و تقاضا (sو d)، مازاد مصرف‌کننده (cs) منطقه مثلثی بالاتر از سطح قیمت و زیر منحنی تقاضا است، چون مصرف کنندگان حاشیه‌ای کمتر پرداخت می‌کنند برای آیتمی که باید بیشتر پرداخت کنند.
در برخی از مدارس مخالف اقتصاد، مازاد اقتصادی نشان دهنده کل درآمد طبقهٔ حاکم است، ناشی از مالکیت خود از عوامل کمیاب تولید است. که هر کدام واگذار شده یا صرف مصرف شده‌است.
در اقتصاد مارکسی، مازاد دوره نیز ممکن است به ارزش افزوده، مازاد تولید و مازاد نیروی کار مراجعه کند.

## مازاد مصرف‌کننده
مازادمصرف‌کننده تفاوت بین حداکثر قیمت مصرف‌کننده که حاضر به پرداخت آن با قیمت واقعی آن کالا است. اگر مصرف‌کننده حاضربه پرداخت قیمت فعلی بیشتری باشد، پس در حال گرفتن سود بیشتر از محصول خریداری شده هستند که صرف خریداری محصول می‌کنند. به عنوان مثال به‌طور کلی کالایی با مازاد مصرف بالا مثلانوشیدن آب را در نظر بگیرید، مردم برای آب آشامیدنی باید قیمت‌های بسیار بالایی پرداخت کنند، چرا که آن‌ها برای زندگی به آن نیاز دارند. تفاوت در قیمتی که آن‌ها باید پرداخت کنند، با مبلغی که اکنون پرداخت می‌کنند مازاد مصرف‌کننده است. توجه داشته باشید که مطلوبیت اولیه نوشیدن چند لیتر از آب آشامیدنی بسیار بالا است (آن مانع از مرگ میشه )، پس برای اولین بارنوشیدن چند لیتر به احتمال زیاد می‌تواندمطلوبیت بیشتر از مازاد مصرف لیتر بعدی داشته باشد.
حداکثر قیمت مصرف‌کننده این است که مایل به پرداخت مبلغی از جمع حداکثر قیمتی است که تمایل دارد برای اولین واحد پرداخت کند خواهد بود، اضافی حداکثر قیمت مصرف‌کننده تمایل به پرداخت دومین واحد می‌باشد، و غیره به‌طور معمول این قیمت‌ها کاهش می یابند، در آن صورت آن‌ها توسط منحنی تقاضای فردی بیان می‌شوند. اگر این قیمت‌ها برای اولین بار افزایش و سپس کاهش یابند ممکن است مقدار غیر صفر با صفر مازاد مصرف‌کننده وجود داشته باشد. مصرف‌کننده مقدار بزرگتر از صفر و کوچکتر از این مقدار به دلیل این که مازاد مصرف‌کننده منفی خواهد بود نمی‌خرد. اضافی حداکثر قیمت مصرف‌کننده تمایل به پرداخت هر واحد اضافی است که تناوبی بالا و پایین می‌شود، به عنوان مثال اگر مصرف‌کننده حتی تعداد واحدهای مساوی بخواهد، از جمله در مورد بلیط‌ها او می‌تواند به صورت جفت در تاریخ معین استفاده کند. در منحنی تقاضا مقادیر کمتر را نشان نمی‌دهند زیرا بدون در نظر گرفتن قیمت به تعداد مصرف کنندگان برابر خریدار متناظری نیست.
قیمت برای مصرف‌کننده با توجه به مقدار خرید بالاترین مازاد مصرف‌کننده را دارد.
انبوه مازاد مصرف کنندگان در هر فردی'مجموع مازاد مصرف‌کننده برای مصرف کنندگان است. این را می‌توان در شکل منحنی تقاضای کل، بیان کرد.

### محاسبه ازعرضهوتقاضا
مازاد مصرف کنندگان(فرد یا جمع)سطح زیر منحنی تقاضا (فرد یا جمع) و بالاتر از خط افقی در قیمت واقعی (در مورد جمع : قیمت تعادل)است. اگر منحنی تقاضای یک خط مستقیم باشد، مازاد مصرف‌کننده مساحت یک مثلث است :
{\displaystyle CS={\frac {1}{2}}Q_{mkt}\left({P_{max}-P_{mkt}}\right)}
در جایی که Pmkt قیمت تعادلی است(که در آن عرضه برابر تقاضا)، Qmkt مقدار کل قیمت تعادلی خریداری شده‌است.
Pmax قیمتی است که که در آن مقدار خریداری شده را به صفر نزول می‌دهد(برای آنکه منحنی تقاضا محور قیمت را در آنجا قطع می‌کند). برای تقاضای کلی تر و توابع عرضه، این مناطق هستند مثلث نیستند، بلکه می‌توان هنوز هم با استفاده از حساب انتگرال یافت بشوند. بنابراین مازاد مصرف‌کننده انتگرال معین تابع تقاضا با توجه به قیمت، منهای انتگرال معین تابع ثابت D(p)=Qmkt(i.e.PmktQmkt، از قیمت بازار به قیمت حداکثر رزرو است.(به عنوان مثال قیمت تقاطعی در تابع تقاضا):
{\displaystyle CS=\int _{P_{mkt}}^{P_{max}}D(P)\,dP}
گراف نشان می‌دهد، که اگر ما یک افزایش در قیمت تعادلی و نزول را در مقدار تعادل ببینیم، سپس مازاد مصرف‌کننده افت پیدا می‌کند.

### توزیع سود زمانی که قیمت‌ها کاهش می یابند
زمانی که عرضه یک کالا گسترش می یابد، افت قیمت را داریم(با فرض اینکه منحنی تقاضا شیب نزولی دارد)و مازاد مصرف‌کننده را افزایش می‌دهد. که منافع دو گروه از مردم است. مصرف کنندگان که قبل از این مایل به سود بردن در قیمت اولیه از کاهش قیمت خرید بودند، همچنین ممکن است آن‌ها بیشتر بخرندو حتی بیش از مازاد مصرف کنندگان دریافت کنندو مصرف کنندگان دیگر به قیمت خرید اولیه تمایلی ندارند، بلکه تمایل به خرید در قیمت‌های جدید و همچنین دریافت برخی از مازاد مصرف را دارند.
به عنوان مثال از عرضه خطی و منحنی تقاضا در نظر بگیرید. برای منحنی عرضه اولیه S۰، مازاد مصرف بالا مثلث خط قیمت تقاضاp۰ (محدود در محورهای قیمت و در بالای خط تقاضا به سمت چپ) شکل گرفته‌است. اگر عرضه گسترش یابد، از S۰بهS۱ مازاد مصرف کنندگان گسترش می یابد، به مثلث فوق P۱ و زیر خط تقاضا (هنوز محور قیمت محدود)است. تغییر در مازاد مصرف‌کننده تفاوت در فضای بین دو مثلث است، و این که رفاه مصرف کنندگان در ارتباط با گسترش عرضه است.
بعضی از مردم حاضر به پرداخت قیمتی بالاتر از p۰ بودند. هنگامی که قیمت کاهش می یابد، منفعت آن‌ها در منطقه مستطیل شکل در بالا p۰ است، در پایین توسط P۱، در سمت چپ توسط محور قیمت و در سمت راست به خط گسترش و سمت بالا به صورت عمودی از Q۰ می‌باشد.
مجموعه دوم از مصرف کنندگان که بیشتر می خرند ذی‌نفع هستند و مصرف کنندگان جدید، کسانی که به قیمت پایین‌تر جدید (P۱) نه با قیمتی بالاتر (p۰) پرداخت می‌کنند. مصرف اضافی تفاوت آن‌ها را بین Q۱، Q۰ تشکیل می‌دهد. مازاد مصرف‌کننده مثلث محدود در سمت چپ با خط گسترش عمودی به سمت بالا از Q۰ و در سمت راست و بالا به خط تقاضا، و در پایین توسط خط گسترش به صورت افقی و از سمت راست به P۱محدود است.

### قانون یک-نیمی
این قانون تغییر در مازاد برای تغییرات کوتاهی در عرضه با یک منحنی تقاضا ثابت را تخمین می زند. توجه داشته باشید که در این مورد خاص در آن منحنی تقاضا مصرف‌کننده خطی است، مازاد مصرف‌کننده مساحت یک مثلث است پس از شکل بالا داریم:
که در آن :
{\displaystyle \Delta CS={\frac {1}{2}}\left({Q_{1}+Q_{0}}\right)\left({P_{0}-P_{1}}\right)}
cs مصرف کنندگان
Q۱، Q۰ مقدار تقاضا شده قبل و بعد از یک تغییر در عرضه هستند.
p۰، P۱ قیمت‌های قبل و بعد از یک تغییر در عرضه هستند.